# Tiberio Pacca
Tiberio Raimondo Gaspare Camillo Pacca (ur. 31 sierpnia 1786 w Benewencie, zm. 29 czerwca 1837 w Neapolu), dyplomata włoski, wysoki urzędnik Państwa Kościelnego.
Był synem markiza Giuseppe Pacca i Marii Teresy Crivelli (pochodzącej ze szlachty mediolańskiej), bratankiem kardynała Bartolomeo Pacci (starszego). W dzieciństwie wraz z rodzeństwem został wysłany do Rzymu, gdzie kształcił się w Nobile Collegio Clementino. Wkrótce wyjechał do Portugalii, gdzie towarzyszył stryjowi w jego misji nuncjusza. Nie przyjmował żadnych święceń, ale otrzymał kilka godności kościelnych, m.in. prałata papieskiego i honorowego szambelana Piusa VII, pełnił również kilka razy misję wręczania biretu kardynalskiego nowym purpuratom. Blisko współpracował ze stryjem, który w międzyczasie postąpił na sekretarza stanu, oraz z samym papieżem Piusem VII. W latach 1809–1811 wspólnie ze stryjem był więziony w twierdzy Fenestrelle (w czasie francuskiej okupacji). Został zwolniony w sierpniu 1811.
W kwietniu 1814 papież mianował go protonotariuszem apostolskim (infułatem). Pacca robił karierę w przywróconym Państwie Kościelnym, dochodząc do stanowisk delegata w Forli (1815), delegata w Viterbo i Civitavecchia (1816), gubernatora Rzymu (1816), dyrektora generalnego policji papieskiej (1816), wicekamerlinga Świętego Kościoła Rzymskiego (1817). Uważany był za pewnego kandydata do nominacji kardynalskiej, ale jego karierę zrujnował skandal finansowy w 1820. Chcąc ratować się z długów sfałszował podpis kardynała Ercole Consalviego (sekretarza stanu) na kilku dokumentach; po ujawnieniu fałszerstwa zbiegłz Rzymu w kwietniu 1820 i został pozbawiony stanowisk.
Szukał schronienia w Szwajcarii, Francji, potem w Mediolanie. Porzucił ostatecznie myśl o karierze duchownej i w 1824 w Londynie poślubił Marie-Madeleine Joussot. W październiku 1828 został zrehabilitowany przez papieża Leona XII, ale ze względu na rychłą śmierć papieża zdecydował się pozostać w Mediolanie. W 1833 przeniósł się do Piemontu, a kilka lat później został wysokim urzędnikiem ministerstwa spraw wewnętrznych Królestwa Sardynii (intendentem generalnym). Także na tej funkcji nie utrzymał się długo; wdał się w intrygi dworskie, przyczyniając się do upadku ministra spraw wewnętrznych Antonio Tondutiego dell'Escareny, zarazem jednak sam tracąc łaskę panującego. Ostatnie lata życia spędził w Neapolu, gdzie zmarł na cholerę.
Jego bratankiem był Bartolomeo Pacca, mianowany kardynałem w 1875.